# Пілецькі (герб)
Пілецькі (пол. Pilecki ) – шляхетський герб, різновид герба Леліва.

## Опис герба
У блакитному полі золотий півмісяць, над яким така ж золота шестипроменева зірка. Над шоломом без корони три пера страуса: срібне між блакитними, перше найбільше, середнє дещо менше, третє маленьке. Намет блакитний, підбитий золотом.

## Найбільш ранні згадки
Згідно Олюуша Кароля Островського різновид належав Пілецьким, що проживали в Пруссії у XV-XVII століттях. Вони могли бути якоюсь гілкою Пілецьких з Пільзи.

## Роди
Абрамовичі (Abramowicz), Отовичі (Otowicz), Пілецькі (Pilecki).